# Schulaufsichtsgesetz

La loi sur l’inspection des écoles (Schulaufsichtsgesetz en allemand) est une loi allemande qui définit le contrôle qu'a l'État sur les écoles. Le terme désigne plus particulièrement la loi de 1872 votée dans l'Empire allemand qui fait partie de la série de lois répressives contre les catholiques nommée Kulturkampf.

## Contexte
Les premières lois de ce type apparaissent courant XIXe siècle. Le programme scolaire est auparavant laissé à la charge des Églises et des communes. L'objectif de ces lois est double: unifier le système scolaire et limiter l'emprise de l'Église catholique. Ces mesures rencontrent l'opposition farouche de cette dernière, ainsi dans le Grand-duché de Bade la mise en place de cette loi le 29 juillet 1864 vaut une violente réaction des instances religieuse contre le gouvernement Badois.

## Loi prussienne
Le 11 mars 1872 une loi sur l'inspection des écoles est votée en Prusse. Son artisan est le ministre de la culture prussien Adalbert Falk, qui agit indirectement pour Otto von Bismarck, qui est à la fois chancelier impérial et ministre-président de Prusse. Les écoles sont donc soumise au contrôle de l'État.
Jusqu'à présent le programme des écoles (Volksschule) est décidé par les ecclésiastes, catholique ou protestant, ainsi par le noble régnant sur la commune ou le domaine. Cette mesure fait partie du Kulturkampf. Le parti des catholiques, le Zentrum s'oppose à la loi, tout comme de manière peut-être plus surprenante le parti conservateur pourtant allié du chancelier. La loi n'a jamais été abrogée.
Les écoles supérieures sont déjà inspectées par l'État grâce au conseil supérieur de Berlin (Berliner Oberschulkollegium) depuis 1787. Le ministre de la culture de l'époque Karl Abraham von Zedlitz a pris cette décision dans l'esprit des Lumières afin de retirer le contrôle aux ecclésiastes, même si des théologues occupaient dans un premier temps les postes d'enseignants.
De nos jours, en Allemagne, l'inspection des écoles est gérée par les États fédérés allemands. L'article 7 de la constitution allemande réglemente cette question. En Autriche une loi fédérale existe en plus des lois des différents États fédérés.